# 千葉県道285号内浦山公園線
千葉県道285号内浦山公園線（ちばけんどう285ごう うちうらやまこうえんせん）は、千葉県鴨川市を起点・終点とする一般県道。
一部小湊市街地の旧道にあたり、安房小湊駅のアクセスをする。利用者のほとんどは千葉県内浦山県民の森までのアクセスとして利用する。

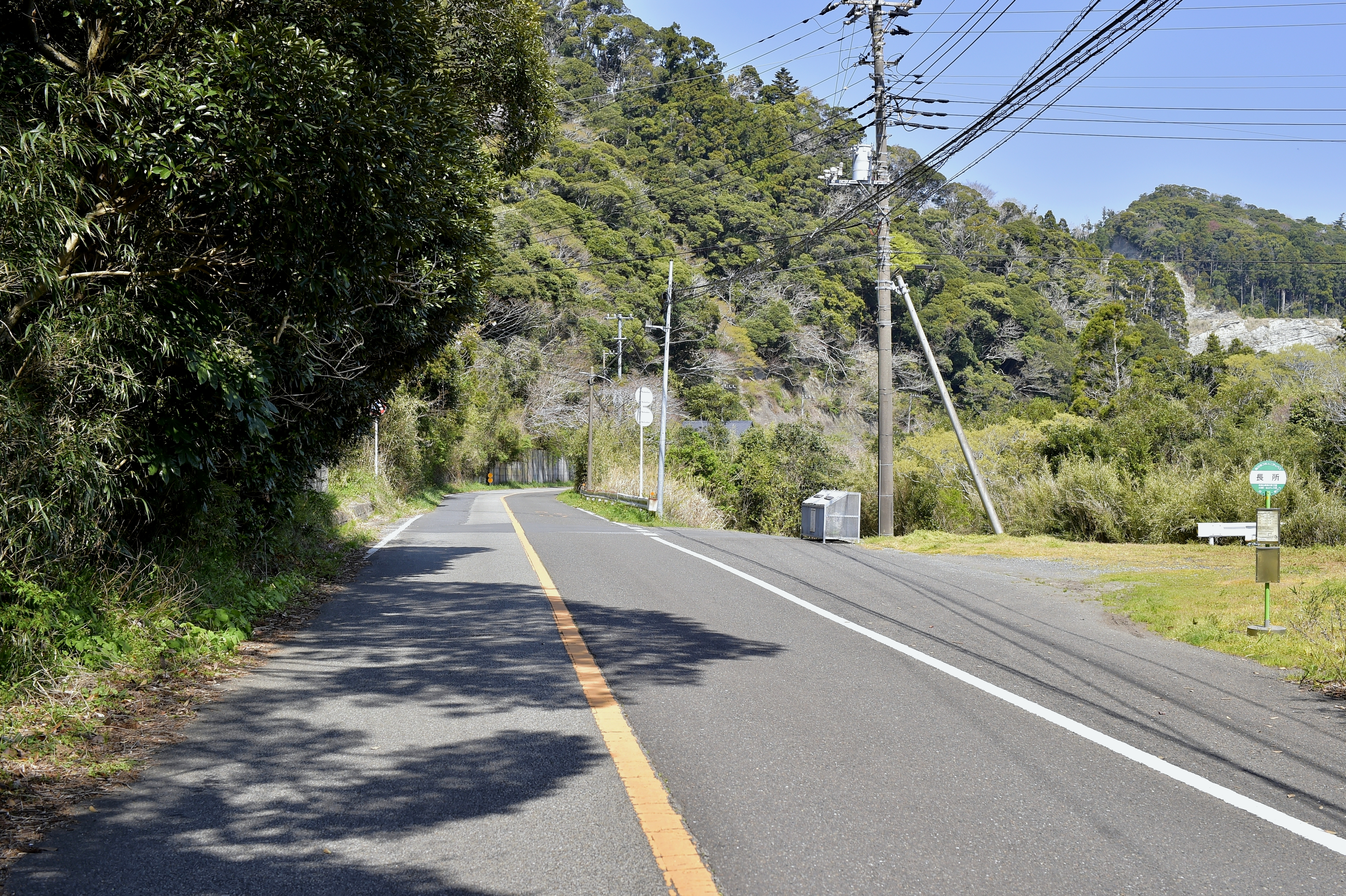
千葉県道285号内浦山公園線
鴨川市内浦の長所バス停付近（2023年4月）

## 路線データ
- 起点：鴨川市内浦（千葉県内浦山県民の森）
- 終点：鴨川市内浦（県民の森入口交差点、国道128号交点）
- 総延長：4.575 km（安房土木事務所管内：4.575 km[1]）
- 重用延長：なし（安房土木事務所管内：0.0 km[1]）
- 実延長：4.575 km（安房土木事務所管内：4.575 km[1]）

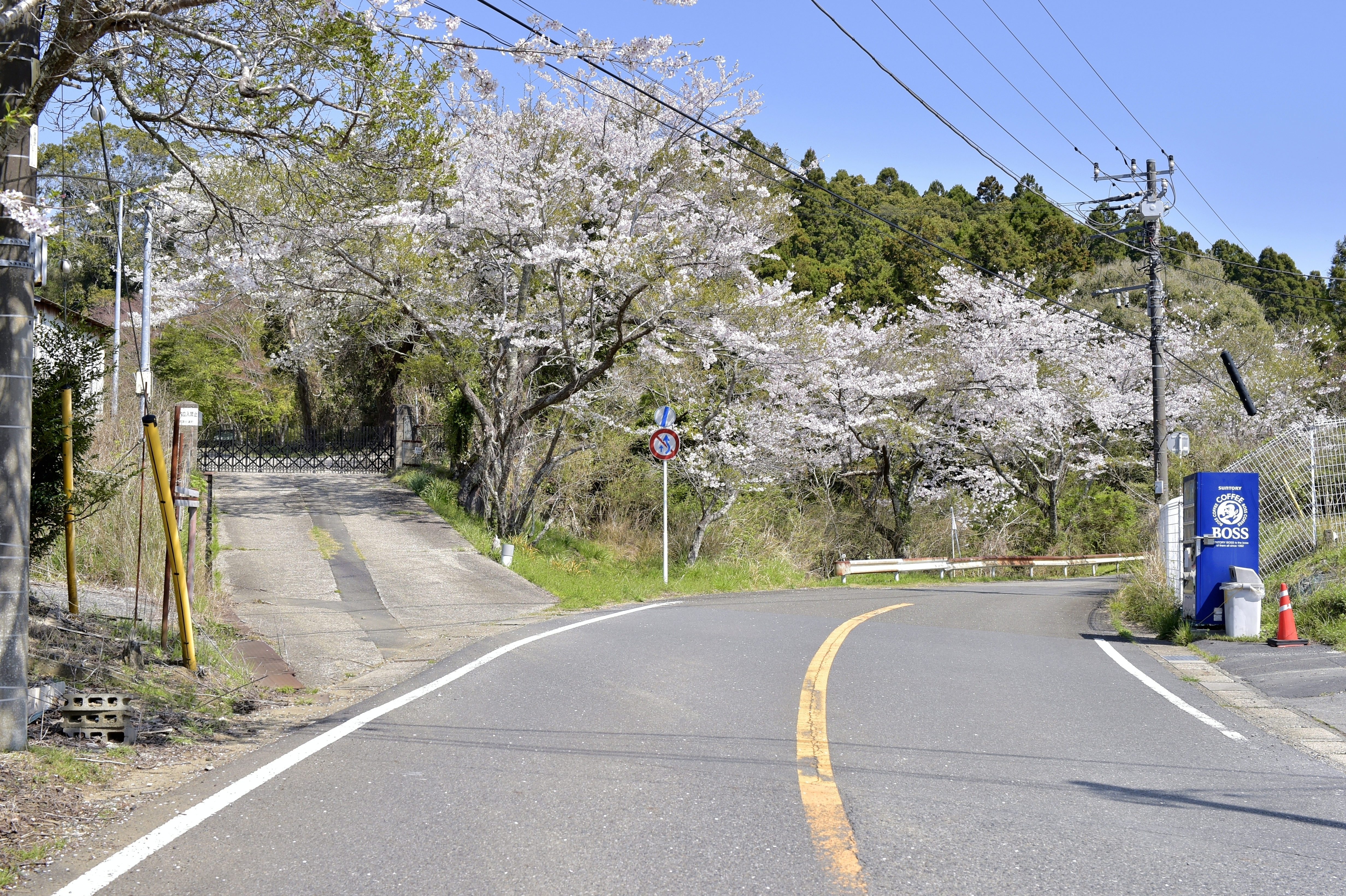
奥谷浄水場前の起点付近（2023年4月）
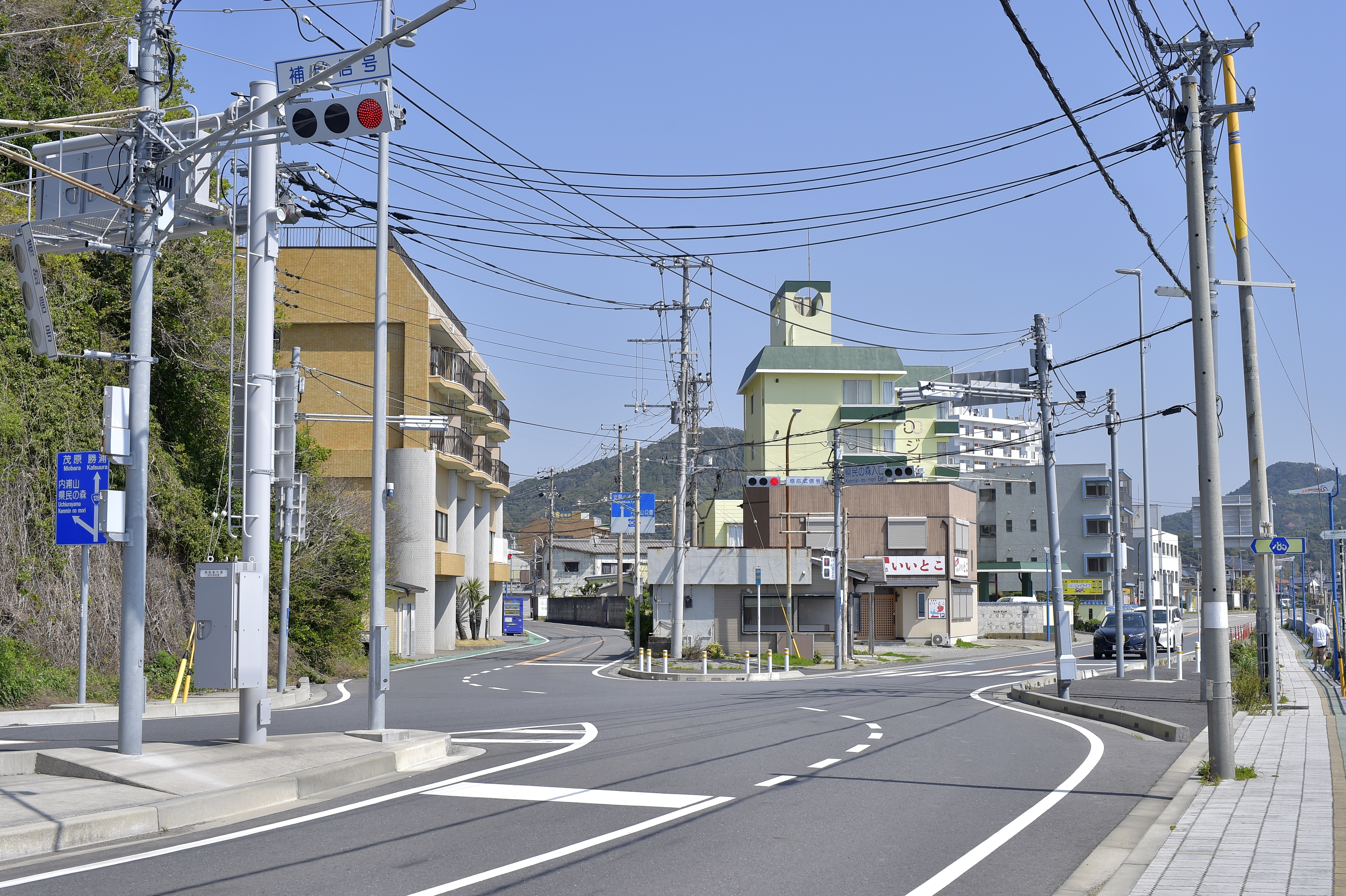
県民の森交差点（終点）にて、左奥に伸びる道路が本路線（2023年4月）

## 通過する自治体
- 千葉県鴨川市

## 交差する道路
- 国道128号 - 鴨川市内浦（県民の森入口交差点、終点）